# Carlo Forlanini

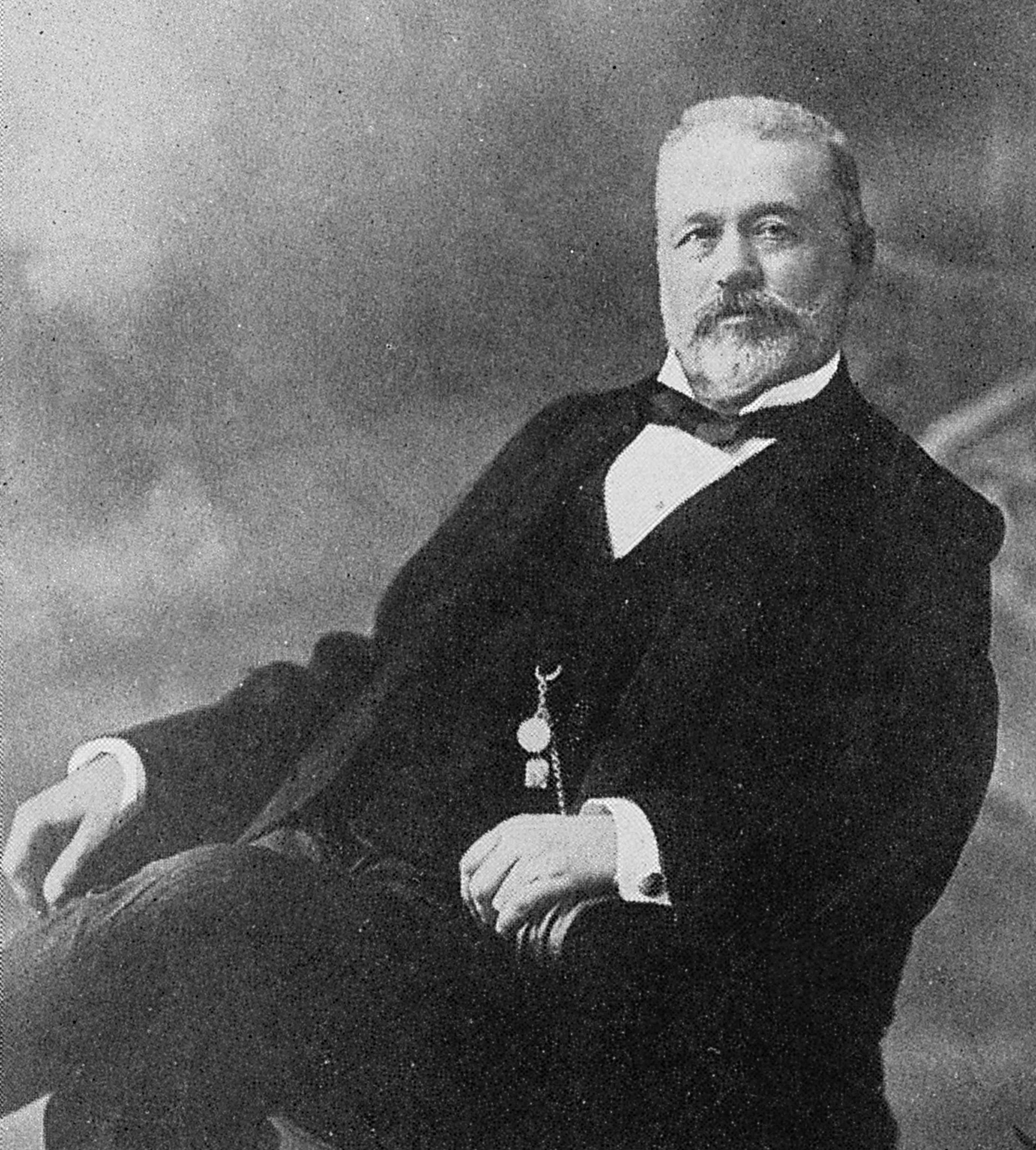
Carlo Forlanini

Carlo Forlanini (* 11. Juni 1847 in Mailand; † 26. Mai 1918 in Nervia) war ein italienischer Mediziner.

## Leben

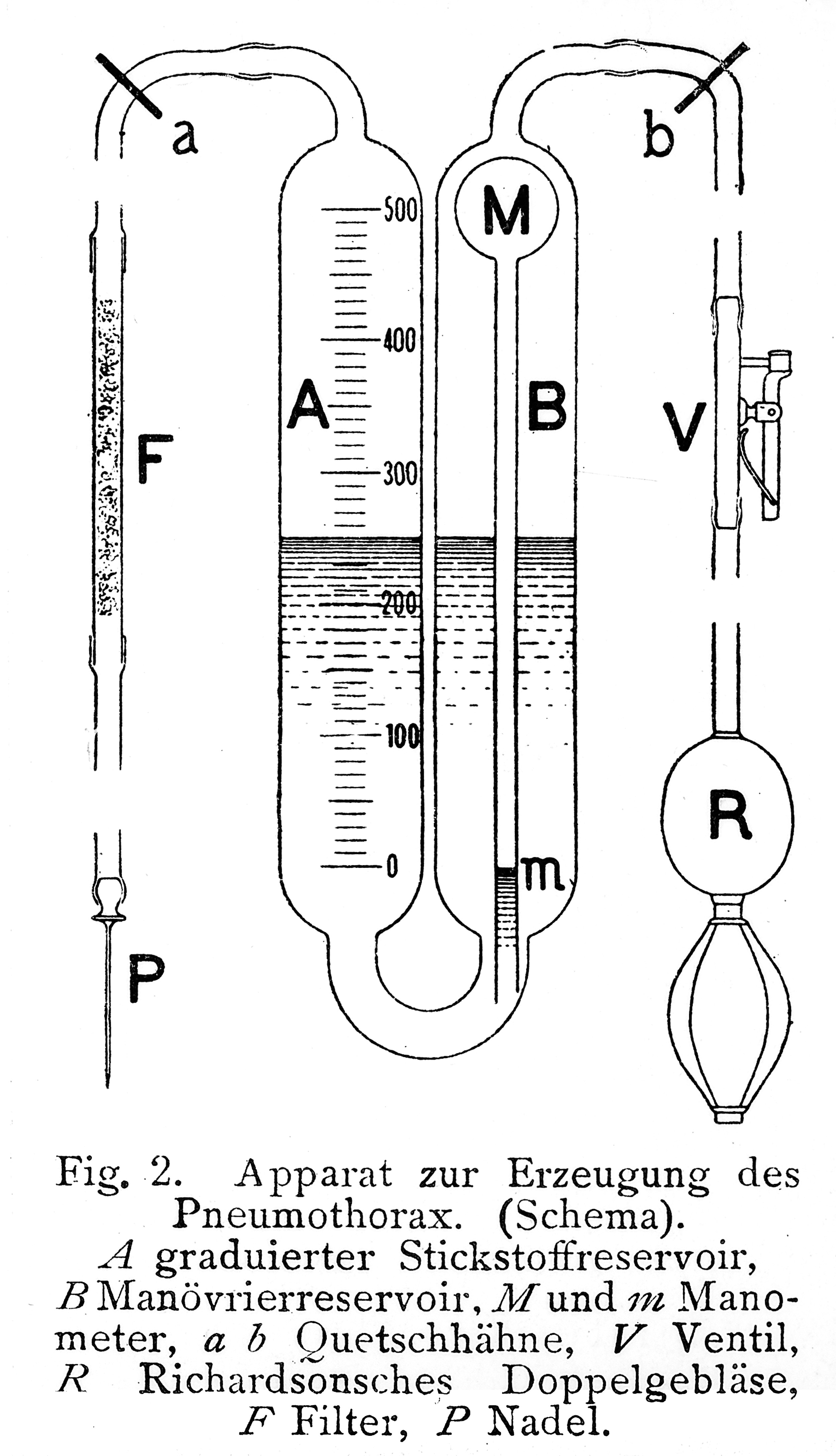
Das Forlaninis Apparat

Forlanini wurde 1870 an der Universität Pavia in Medizin promoviert. 1900 wurde er Professor für klinische Medizin in Pavia.
Er gilt als Erfinder der Technik des künstlichen Pneumothorax zur Pneumothoraxtherapie (Kollapstherapie), der Lungentuberkulose, die er 1892 erstmals zur Behandlung bei Lungentuberkulose anwandte.
Das Carlo-Forlanini-Institut in Rom ist nach ihm benannt.
Sein Bruder war der Luftfahrtpionier Enrico Forlanini (1848–1930).

## Schriften
- 1906 Zur Behandlung der Lungenschwindsucht durch künstlich erzeugten Pneumothorax. Deutsche Medizinische Wochenschrift 32:1401-5